# Skogstjärnen, Hälsingland
Skogstjärnen är en sjö i Härjedalens kommun i Hälsingland och ingår i Ljusnans huvudavrinningsområde. Sjön har en area på 0,0542 kvadratkilometer och ligger 434,3 meter över havet.

## Delavrinningsområde
Skogstjärnen ingår i det delavrinningsområde (687217-144820) som SMHI kallar för Inloppet i Stor-Ängersjön. Medelhöjden är 467 meter över havet och ytan är 11,46 kvadratkilometer. Räknas de 4 avrinningsområdena uppströms in blir den ackumulerade arean 26,31 kvadratkilometer. Kvarnån som avvattnar avrinningsområdet har biflödesordning 3, vilket innebär att vattnet flödar genom totalt 3 vattendrag innan det når havet efter 199 kilometer. Avrinningsområdet består mestadels av skog (53 procent) och sankmarker (33 procent). Avrinningsområdet har 0,05 kvadratkilometer vattenytor vilket ger det en sjöprocent på 0,5 procent.